# 유노카와 온천

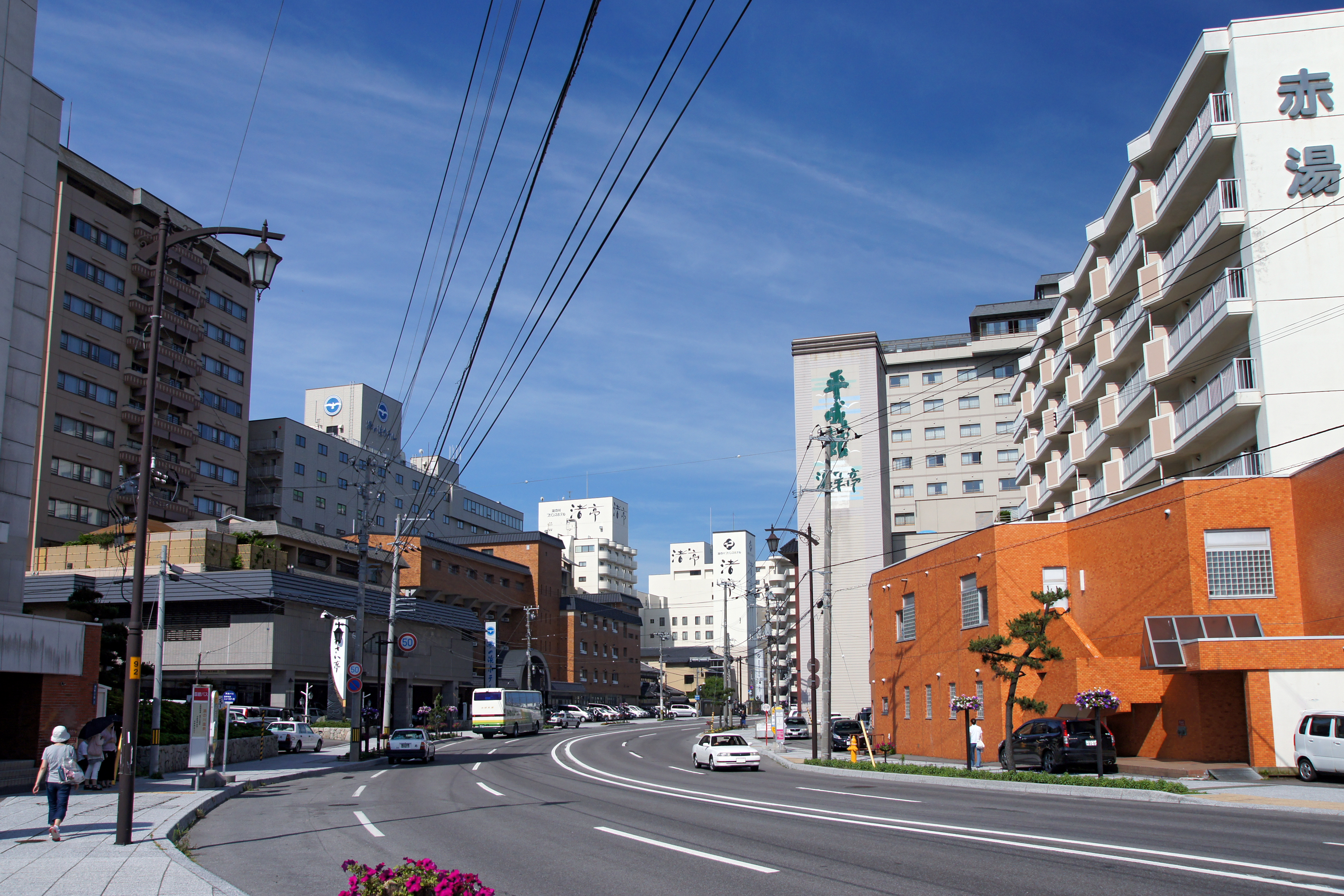
유노카와 온천

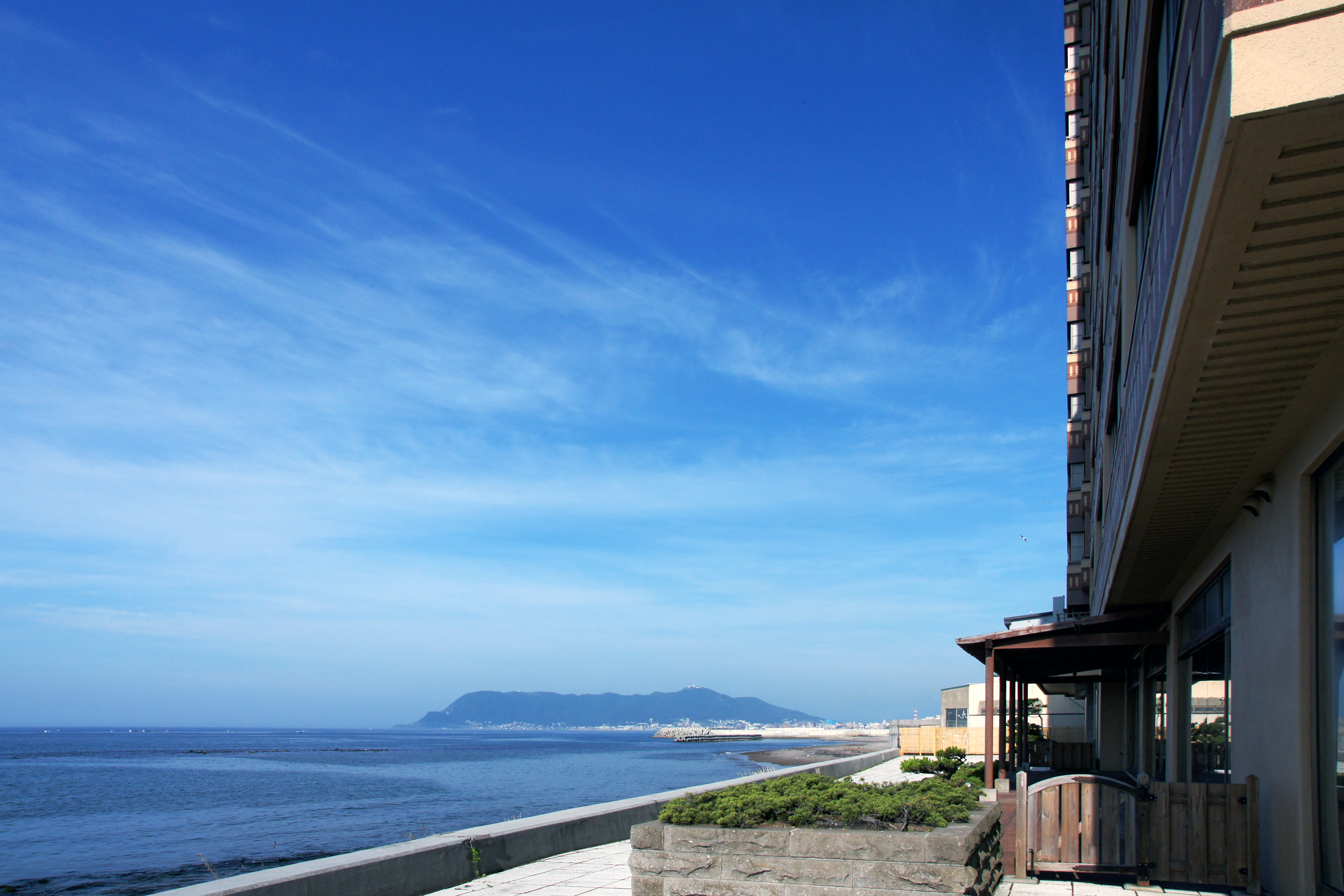
유노카와 온천

유노카와 온천(일본어: 湯の川温泉 유노카와온센[*])은 홋카이도에서 가장 역사가 깊은 온천으로 하코다테시 시가지의 동부에 자리잡고 있다. 정갈하고 단촐하게 휴양을 할 수 있는 곳으로 화산활동이 남겨진 풍부한 이곳의 온천수는 신경통과 류머티즘에 효과가 있어서 인기가 높다. 노면전차가 근처를 운행하여 교통도 편리하다.